# Filet
Filet foi uma comuna da Suíça, no Cantão Valais, com cerca de 161 habitantes. Estendia-se por uma área de 7,2 km², de densidade populacional de 22 hab/km². Confinava com as seguintes comunas: Betten, Bister, Grengiols, Mörel, Riederalp, Termen. 
A língua oficial nesta comuna era o Alemão.

## História
Em 1 de janeiro de 2009, passou a formar parte da comuna de Mörel-Filet.